# باب مک‌دوگل
باب مک‌دوگل (انگلیسی: Bob McDougall; ۱ ژانویهٔ ۱۸۹۴ – ۱ ژانویهٔ ۱۹۳۶) بازیکن فوتبال اهل پادشاهی متحد بریتانیای کبیر و ایرلند بود.
از باشگاه‌هایی که در آن بازی کرده‌است می‌توان به باشگاه فوتبال فالکیرک و باشگاه فوتبال لیورپول اشاره کرد.